# 등대로

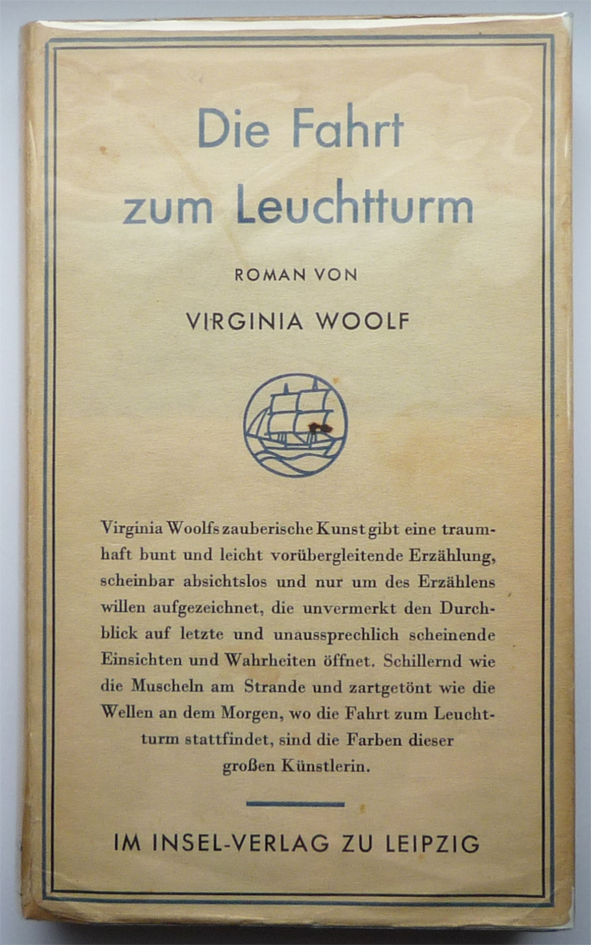

등대로(To the Lighthouse, 1927년)는 버지니아 울프의 소설이다.
중심인물은 램지 부인이며 작가의 어머니를 모델로 하였다. 스코틀랜드 서해안에 있는 별장을 무대로 하여 부부와 여덟 아이들의 생활을 그렸다. 램지 씨는 저명한 철학자이지만 세상물정도 모르는 아이들에게 별로 관심이 없다. 이에 대하여 부인은 남에게도 친절하고 돌보기 좋아하는 사람이다. 한 아이인 제임스는 등대에 가는 것을 즐거움으로 삼아왔으나 태풍으로 못 가게 되고 또 대전(大戰)으로 10년 후에야 겨우 그 소망을 이룬다. 그동안에 램지 부인과 장남, 장녀가 죽었다.
실험적 방법을 완전하게 자기것으로 한 독자적인 시적 산문이며 아름다운 자연을 배경으로 ‘시간’에 의하여 허물어져 가는 인생을 묘사했다.